# كلايف شيلدز
كلايف شيلدز (بالإنجليزية: Clive Shields)‏ هو طبيب أسترالي، ولد في 28 أبريل 1879 في هاميلتون في أستراليا، وتوفي في 4 سبتمبر 1956 في كيو ‏ في أستراليا.